# Egyptologisch Genootschap Koningin Elisabeth
Het Egyptologisch Genootschap Koningin Elisabeth (EGKE, Frans: Association Égyptologique Reine Élisabeth, AERE), voorheen Egyptologische Stichting Koningin Elisabeth (ESKE, Frans: Fondation égyptologique Reine Élisabeth, FERE), is een Belgische wetenschappelijke vereniging. 
Het doel van het genootschap was in de eerste plaats om het egyptologisch en papyrologisch onderzoek in België te bevorderen. In de loop der jaren is het genootschap uitgegroeid tot een wetenschappelijke instelling die zich verdiept in de studie van de geschiedenis en de beschaving van faraonisch, Grieks, Romeins-Byzantijns, Vroeg-islamitisch en Ottomaans Egypte. 
Sinds haar oprichting in november 1923 bevindt de hoofdzetel van de vereniging zich in de Koninklijke Musea voor Kunst en Geschiedenis van België.

## Geschiedenis
Het genootschap werd  opgericht door de egyptoloog Jean Capart met steun van koningin Elizabeth, derde koningin der Belgen, echtgenote van koning Albert  I. Koningin Elisabeth was gepassioneerd door de Egyptische geschiedenis. Met Capart als gids bezocht ze op 18 februari 1923 als een van de eersten de grafkamer van Toetanchamon. Dit bezoek maakte zo'n diepe indruk op haar dat ze besloot om de Belgische egyptologie intensief te steunen, en zo beschermvrouw werd van de eerste Belgische egyptologische vereniging, de Egyptologische Stichting Koningin Elisabeth (EGKE).
Vanaf 1925 publiceerde het EGKE een eigen tijdschrift, Chronique d'Egypte. Het tijdschrift zou uitgroeien tot een internationaal gerenommeerd wetenschappelijk tijdschrift, met bijdrages van nationale en internationale wetenschappers.  

## Directeuren
- Jean Capart (1923-1947)
- Marcelle Werbrouck (secretaris 1923-1947, directeur 1947-1958)
- Pierre Gilbert (1958-1973)
- Jean Bingen (1963-2002)
- Herman De Meulenaere (1975-2011)
- Alain Martin (directeur 2002-2023, secretaris sinds 2023)
- Luc Limme (2011-2023)
- Alain Delattre (sinds 2023)
- René Preys (sinds 2023)

## Secretarissen-generaal
- Arpag Mekhitarian